# Tyson Gay
Tyson Gay (* 9. August 1982 in Lexington, Kentucky) ist ein ehemaliger US-amerikanischer Leichtathlet. Der US-Sprinter wurde 2007 Weltmeister über 100 Meter, 200 Meter und mit der Staffel über 4-mal 100 Meter sowie 2009 Vizeweltmeister über 100 Meter. Gay ist zudem mit seiner Bestzeit über die 100 Meter (9,69 s) neben Yohan Blake der zweitschnellste Läufer in der Geschichte, über die 200 Meter mit 19,58 s der Achtschnellste.
2013 wurde er der Einnahme von anabolen Steroiden überführt und für ein Jahr von Wettkämpfen ausgeschlossen. Infolge der daraus resultierenden Annullierung seiner Ergebnisse seit dem 15. Juli 2012 wurde ihm im Mai 2015 auch seine olympische Silbermedaille, die er 2012 in London gemeinsam mit der 4-mal-100-Meter-Staffel gewonnen hatte, aberkannt.

## Karriere
Gay hatte seinen internationalen Durchbruch im Jahre 2005. Bei den US-amerikanischen Meisterschaften 2005 wurde er Zweiter über 200 Meter und qualifizierte sich damit für die Weltmeisterschaften in Helsinki. Dort wurde er im Finale hinter dem Sieger Justin Gatlin und zwei weiteren US-Amerikanern Vierter. Für die USA bedeutete das Belegen der ersten vier Plätze ein in der Geschichte der Weltmeisterschaften noch nie vorher da gewesenes Ergebnis.
Einen weiteren Meilenstein setzte er, als er beim IAAF Weltfinale in Stuttgart am 10. September 2006 mit 19,68 s die bis dato drittschnellste Zeit über 200 Meter lief, die je ein Mensch erreichte. Nur einige Zeit zuvor hatte Gay bereits eine neue persönliche Bestleistung über 100 Meter aufgestellt. Er lief am 18. August 2006 in Zürich 9,84 s. 

### 2007

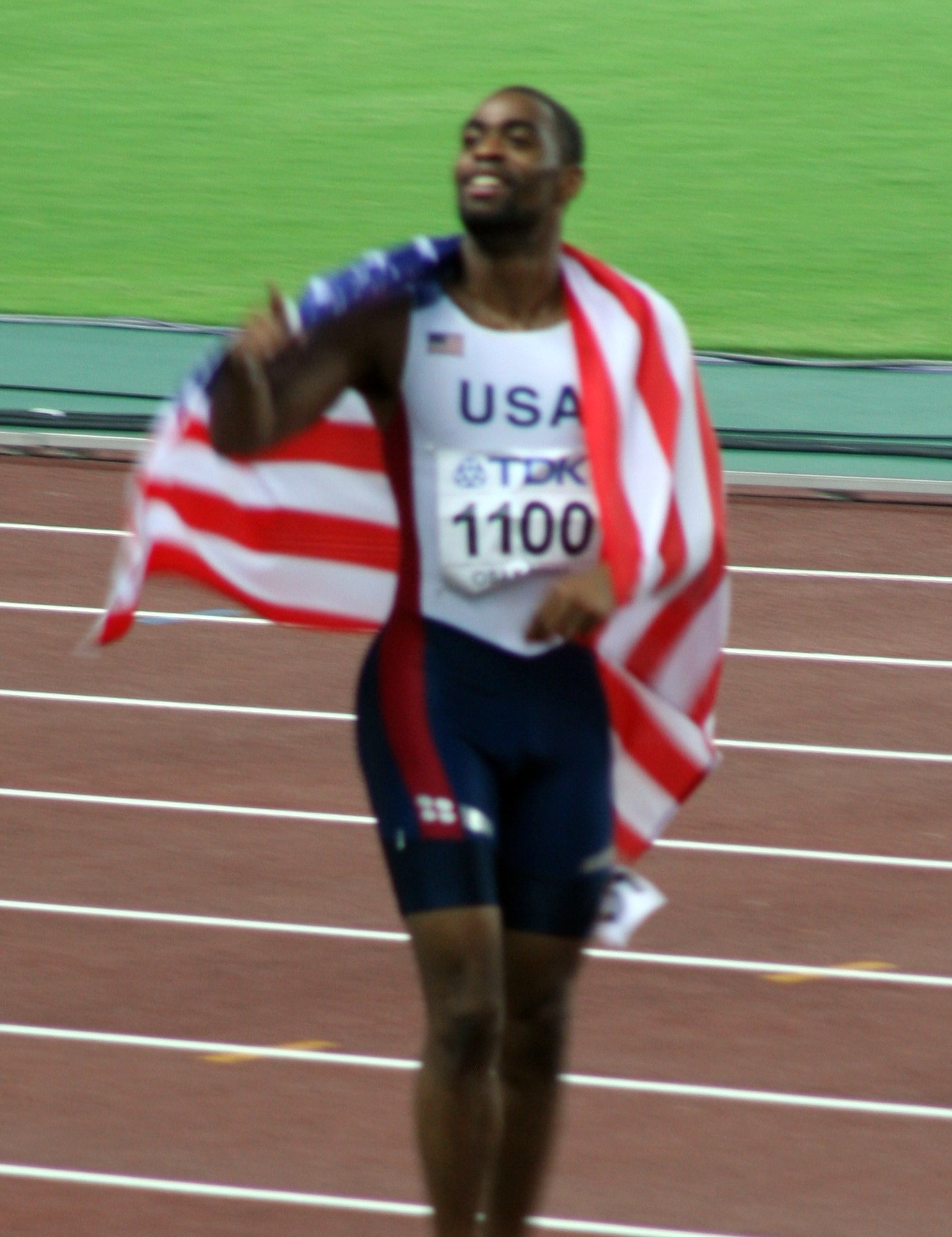
Tyson Gay als Sieger bei den Weltmeisterschaften 2007

Auch in die Leichtathletiksaison 2007 startete Gay in beeindruckender Form. Über 200 Meter lief Gay zum Saisonauftakt in Kingston am 5. Mai 2007 19,97 s, bei 0,5 Meter pro Sekunde Gegenwind. Bei einem 100-Meter-Lauf in Carson am 20. Mai 2007 blieb Gay mit einer Zeit von 9,79 s nur zwei Hundertstel über dem aktuellen Weltrekord, jedoch bei unzulässigem Rückenwind von 2,5 Meter pro Sekunde, weshalb es keine neue Bestleistung wurde.
Beim Grand Prix Meeting in New York City am 2. Juni 2007 sorgte Gay beinahe für eine Sensation, als er mit der Zeit von 9,76 s einen neuen 100-Meter-Weltrekord lief. Doch auch hier war der Rückenwind um 0,2 Meter pro Sekunde über der erlaubten Höchstmarke.
Am 22. Juni 2007 gewann Gay den 100-Meter-Lauf bei den US-Meisterschaften in Indianapolis. Dabei egalisierte er seine eigene Bestleistung von 9,84 s bei einem Gegenwind von 0,5 Meter pro Sekunde.
Nur zwei Tage später, am 24. Juni 2007, wurde Gay auch US-Meister über die 200 Meter. Er gewann mit neuer persönlicher Bestleistung von 19,62 s bei 0,3 Meter pro Sekunde Gegenwind. Es war die zweitschnellste Zeit, die jemals über die 200 Meter gelaufen wurde.
Bei den Weltmeisterschaften in Ōsaka gewann Gay den Titel über 100 Meter in einer Zeit von 9,85 s und verwies Derrick Atkins (Bahamas) und den jamaikanischen Weltrekordler Asafa Powell auf die hinteren Plätze. Im 200-Meter-Lauf gewann Tyson Gay mit einem neuen Meisterschaftsrekord in 19,76 s und krönte somit sein Auftreten bei den Weltmeisterschaften. Zudem holte Gay mit der 4-mal-100-Meter-Staffel noch eine dritte Goldmedaille bei Titelkämpfen in Ōsaka. Für diese Erfolge wurde Gay von der IAAF zum Weltathlet des Jahres 2007 gekürt.

### 2008
Im Olympiajahr 2008 begann die Saison für Tyson Gay gleich mit einem Höhepunkt. In New York City beim Reebok Grand Prix am 31. Mai 2008 trat Gay gegen Usain Bolt über die 100 Meter an. Bolt machte zuvor auf sich aufmerksam durch die bis dahin zweitschnellste je gelaufene Zeit von 9,76 s. Gay unterlag dem jungen Jamaikaner in einem spektakulären 100-Meter-Lauf, an dessen Ende Bolt sich zum neuen Weltrekordhalter über diese Distanz machte. Bei optimalen Wetterbedingungen und einem Rückenwind von 1,7 Meter pro Sekunde blieb Gay mit 9,85 s hinter Bolt, der 9,72 s lief.
In einem Viertelfinalrennen der US-Ausscheidungskämpfe für die Olympischen Spiele in Eugene am 28. Juni 2008 verbesserte Gay den alten US-Rekord und ehemaligen Weltrekord von Maurice Greene um zwei Hundertstelsekunden. Gay lief bei regulärem Rückenwind von 1,6 Meter pro Sekunde eine Zeit von 9,77 s und blieb damit das erste Mal unter 9,8 Sekunden.
Er ist damit der zweitschnellste 100-Meter-Läufer in der Geschichte hinter Bolt. Einen Tag später im Finallauf lief Gay die bis dahin schnellste je gelaufene Zeit. Bei irregulärem Rückenwind von 4,1 Meter pro Sekunde erzielte er eine Zeit von 9,68 s und blieb damit eine Hundertstelsekunde unter der alten „Bestmarke“ für irregulär erzielte Zeiten von Obadele Thompson.
Im Vorfeld der Olympischen Spiele in Peking 2008 verletzte sich Gay im Ausscheidungsrennen über die 200 Meter, so dass er über diese Distanz nicht in Peking antreten konnte. Auch kam es nicht zum großen Showdown zwischen Gay und Bolt über die 100 Meter, da Gay, der durch die Verletzung im Vorfeld eher formschwach angereist war, vorzeitig im Halbfinale ausschied.

### 2009
Das große Aufeinandertreffen sollte ein Jahr später bei den Weltmeisterschaften von Berlin folgen. Im Vorfeld wurde Gay als einzig wirklicher Herausforderer von Bolt gehandelt. Dieser ernstzunehmenden Konkurrentenrolle wurde Gay mehr als gerecht, indem er am 10. Juli bei der Golden Gala in Rom eine Weltjahresbestleistung von 9,77 s aufstellte.
Ebenso konnte Gay über die 200-Meter-Distanz eine persönliche Bestleistung aufstellen, als er beim RBK Grand Prix in New York die bis dahin drittschnellste je gelaufene Zeit von 19,58 s aufstellte.
Jedoch konnte Gay im 100-Meter-Finale bei den Weltmeisterschaften von Berlin, obwohl er mit 9,71 s eine Zeit erzielte, die knapp ein Jahr zuvor noch Weltrekord bedeutet hätte, den alles überragenden Usain Bolt nicht bezwingen, da dieser den Weltrekord auf 9,58 s verbesserte.

### 2010
Bei den Great CityGames Manchester 2010 brach Gay mit 19,41 Sekunden über 200 Meter die damals seit 44 Jahre ungeschlagene Weltrekordzeit. Ebenfalls verbesserte er seinen persönlichen Rekord im 400-Meter-Lauf auf 44,89 s und wurde damit der erste Athlet der Geschichte, der über 100 Meter unter 10 Sekunden, über 200 Meter unter 20 Sekunden und über 400 Meter unter 45 Sekunden blieb.

### 2011
Am 4. Juni 2011 gewann Gay ein 100-Meter-Rennen in Clermont (Florida) mit einer Zeit von 9,79 s und übernahm damit die Führung in der Weltjahresbestenliste. Allerdings konnte er sich bei den US-amerikanischen Ausscheidungswettkämpfen drei Wochen später in Eugene verletzungsbedingt nicht für einen Einzelstart bei den Weltmeisterschaften in Daegu qualifizieren.
Eine mögliche Teilnahme in der 4-mal-100-Meter-Staffel hielt er sich zunächst offen, obwohl er der Meinung war, diese nicht verdient zu haben.
Am 8. Juli kündigte Gay nach einer Hüftoperation das vorzeitige Saisonende an. Die Arthroskopie war am 5. Juli in Vali, Colorado, vorgenommen worden.

### 2012

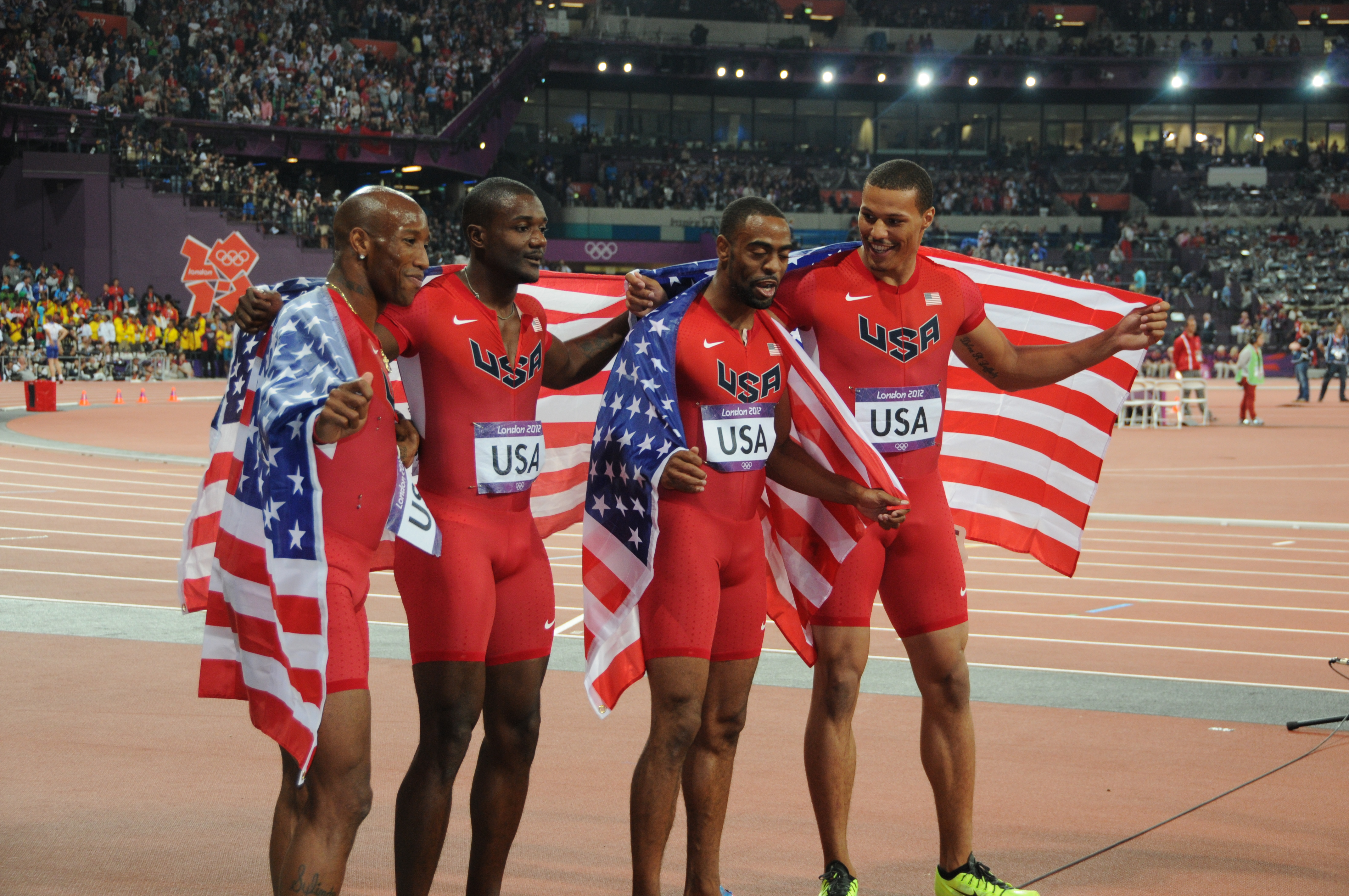
Gay (Zweiter von rechts) 2012 bei den Olympischen Spielen nach Staffelsilber

Im März 2012 fing er erstmals nach seinen Leisten- und Sehnenproblemen wieder zu trainieren an, sagte aber auch, dass er sich lediglich auf die Qualifikation über die 100 Meter und nicht über 200 Meter für Olympia 2012 konzentriere. Am 9. Juni bestritt er dann den ersten Wettkampf nach seiner Verletzung: Im B-Lauf des Adidas Grand Prix in New York siegte er mit 10,00 s. Am 24. Juni lief er bei den US Trials auf den zweiten Platz und sicherte sich so die Teilnahme bei den Olympischen Spielen in London. Mit 9,86 s lief er außerdem seine schnellste Zeit seit über einem Jahr.
Beim Diamond League Meeting in Paris gewann er vor Justin Gatlin in 9,99 s. Bei den Olympischen Spielen in London verpasste er mit 9,80 s als Vierter eine Medaille und blieb dabei nur eine Hundertstelsekunde hinter seinem Landsmann Gatlin. Bei den beiden Diamond League Meetings in Lausanne und Birmingham kam er jeweils als Zweiter ins Ziel, am 23. August mit 9,83 s über 100 Meter und drei Tage später erstmals seit seiner Verletzung wieder über 200 Meter. Mit 20,21 s blieb er jedoch weit über seinen Topzeiten.

### Dopingsperre 2013
In der neuen Saison 2013 zeigte er zu Beginn eine gute Frühform. Bei seinem ersten Rennen, dem Jamaica Invitational, gewann er mit 9,86 s vor Nesta Carter und Darvis Patton.
Auch bei seinem zweiten 100-Meter-Rennen siegte er. In New York sicherte er sich mit 10,02 s bei Gegenwind das Siegerpreisgeld. Ende Juni standen dann die US-Meisterschaften an, bei denen es vor allem um die Qualifikation für die Weltmeisterschaften 2013 in Moskau ging. Mit zwei Weltjahresbestleistungen von 9,75 s und 19,74 s sicherte er sich jeweils den ersten Platz über 100 und 200 Meter. Am 4. Juli gewann er mit 9,79 s beim Lausanner Athletissima sein nächstes Diamond-League-Rennen mit erneut starker Zeit.
Am 14. Juli 2013 berichtete die französische Sport-Tageszeitung L’Équipe, dass eine A-Probe von Gay positiv auf ein nicht genanntes Dopingpräparat getestet wurde. Gay bestätigte dies noch am gleichen Tag und gab seinen Verzicht auf die Weltmeisterschaften 2013 in Moskau bekannt.
Er kündigte zudem an, die Öffnung der B-Probe zu beantragen, die später das positive Ergebnis bestätigte.
Die Proben stammten aus einer Trainingskontrolle vom 16. Mai. Nachdem lange unklar gewesen war, welches verbotene Mittel bei Gay nachgewiesen worden war, gab die US-amerikanische Dopingbehörde USADA Ende Juli bekannt, dass ein anaboles Steroid in der Probe gefunden wurde.
Gay sagte, dass er jemandem sein Vertrauen geschenkt habe und enttäuscht wurde, und schloss eine Sabotage aus. Sein Trainer Jon Drummond wurde später von ihm belastet und wegen Verstoßes gegen die Dopingbestimmungen für acht Jahre gesperrt. Er darf in dieser Zeit keine Athleten trainieren oder beraten.
Am 15. Juli 2013 kündigte sein Ausrüster Adidas den gemeinsamen Vertrag mit sofortiger Wirkung.
Erst im Mai 2014 fällte die USADA das abschließende Urteil in Form einer einjährigen Sperre, die rückwirkend ab dem 23. Juni 2013 gilt. Der vergleichsweise kurze Wettkampfausschluss wurde mit Gays guter Kooperation begründet.
Allerdings wurden alle Wettkampfergebnisse seit dem 15. Juli 2012 annulliert. Zu dieser Zeit soll er begonnen haben, das verbotene Steroid zu nehmen. Unter die gelöschten Ergebnisse fallen Siege bei Diamond-League-Meetings, den US-Meisterschaften und die Ergebnisse bei den Olympischen Spielen in London 2012. Dort war er im 100-Meter-Finale Vierter geworden und hatte gemeinsam mit der Staffel die Silbermedaille geholt, welche er nun abgeben musste.
Das IOC entschied im Mai 2015, dass auch seine Staffelkollegen Trell Kimmons, Justin Gatlin und Ryan Bailey ihre Medaille verlieren. Gay musste außerdem Preisgelder in Höhe von 500.000 Dollar, die er bei insgesamt sechs Meetings erhalten hatte, zurückzahlen.
Die Bekanntmachung Gays positiver Dopingproben fiel mit der des jamaikanischen Sprinters Asafa Powell zusammen. Da beide als feste Größen in der Leichtathletikwelt galten, wurde die Glaubwürdigkeit des Sports stark beschädigt. Sportler wie der deutsche Stabhochspringer Holzdeppe forderten lebenslange Sperren und die deutsche Sprintlegende Armin Hary sprach sogar von einer Annullierung aller Sprintweltrekorde.

### Comeback 2014
Am 3. Juli 2014 ging er erstmals seit seiner Sperre wieder an den Start. In Lausanne lief er die 100 Meter in 9,93 s, was ihn zum fünftschnellsten Sprinter des Jahres machte. Der Rest der Saison verlief allerdings eher enttäuschend, ihm gelangen keine Läufe unter der 10-Sekunden-Marke mehr, und auch bei seinem Start über 200 Meter in Monaco kam er nicht über 20,22 s und einen vierten Platz hinaus.

## Sonstiges
Tyson Gay ist 1,80 m groß und wiegt 75 kg. Er wurde von Lance Brauman trainiert, der 2006 bis 2007 eine Haftstrafe wegen eines Betrugsdeliktes absitzen musste. Während Brauman insgesamt zwölf Monate und einen Tag in Haft saß, wurde Gay vom ehemaligen Sprinter Jon Drummond trainiert.
Am 16. Oktober 2016 starb Gays 15-jährige Tochter bei einer Schießerei in Lexington, Kentucky.

## Statistiken
| Disziplin     | Zeit (s) | Wind (m/s) | Datum         | Ort           |
| ------------- | -------- | ---------- | ------------- | ------------- |
| 60 m (Halle)  | 6,55     |            | 11. Feb. 2005 | Fayetteville  |
| 100 m         | 9,69     | 2,0        | 20. Sep. 2009 | Shanghai      |
| 200 m         | 19,58    | 1,3        | 30. Mai 2009  | New York City |
| 200 m (Halle) | 20,58    |            | 12. März 2004 | Fayetteville  |
| 400 m         | 44,89    |            | 17. Apr. 2010 | Gainesville   |

Windiegale 100-Meter-Zeiten unter 10 Sekunden
(maximal legaler Wind = 2 m/s)
100-Meter-Zeiten unter 10 Sekunden
| Zeit (s) | Wind (m/s) | Datum         | Ort           |
| -------- | ---------- | ------------- | ------------- |
| 9,69     | 2,0        | 20. Sep. 2009 | Shanghai      |
| 9,71     | 0,9        | 16. Aug. 2009 | Berlin        |
| 9,75     | 1,1        | 21. Juni 2013 | Des Moines    |
| 9,77     | 1,6        | 28. Juni 2008 | Eugene        |
| 9,77     | 0,4        | 10. Juli 2009 | Rom           |
| 9,78     | −0,4       | 13. Aug. 2010 | London        |
| 9,79     | 0,1        | 27. Aug. 2010 | Brüssel       |
| 9,79     | 1,1        | 4. Juni 2011  | Clermont      |
| 9,79     | 2,0        | 4. Juli 2013  | Lausanne      |
| 9,80     | 1,5        | 5. Aug. 2012  | London        |
| 9,83     | −0,1       | 23. Aug. 2012 | Lausanne      |
| 9,84     | 0,0        | 6. Aug. 2010  | Stockholm     |
| 9,84     | 1,0        | 18. Aug. 2006 | Zürich        |
| 9,84     | −0,5       | 22. Juni 2007 | Indianapolis  |
| 9,85     | −0,5       | 26. Aug. 2007 | Osaka         |
| 9,85     | 1,7        | 31. Mai 2008  | New York City |
| 9,86     | 0,2        | 4. Mai 2013   | Kingston      |
| 9,86     | 1,8        | 24. Juni 2012 | Eugene        |
| 9,88     | 2,0        | 21. Juli 2006 | Rethymno      |
| 9,88     | 1,1        | 16. Sep. 2006 | Athen         |
| 9,88     | −0,2       | 12. Sep. 2009 | Thessaloniki  |
| 9,90     | 1,7        | 5. Aug. 2012  | London        |
| 9,92     | 0,9        | 9. Sep. 2006  | Stuttgart     |
| 9,92     | −0,3       | 1. Sep. 2010  | Zagreb        |
| 9,93     | −0,2       | 16. Aug. 2009 | Berlin        |
| 9,93     | 0,1        | 3. Juli 2014  | Lausanne      |
| 9,94     | −0,6       | 25. Sep. 2009 | Daegu         |
| 9,94     | −1,7       | 10. Juli 2010 | Gateshead     |
| 9,96     | −0,5       | 3. Sep. 2006  | Berlin        |
| 9,96     | −0,1       | 10. Juli 2009 | Rom           |
| 9,96     | −1,6       | 10. Juli 2010 | Gateshead     |
| 9,97     | 0,2        | 25. Juli 2006 | Stockholm     |
| 9,97     | −1,1       | 22. Juni 2007 | Indianapolis  |
| 9,98     | 1,9        | 21. Juni 2007 | Indianapolis  |
| 9,98     | 0,1        | 15. Aug. 2009 | Berlin        |
| 9,99     | 0,0        | 6. Juli 2012  | Paris         |

| Doping |
| ------ |

Windlegale 200-Meter-Zeiten unter 20 Sekunden

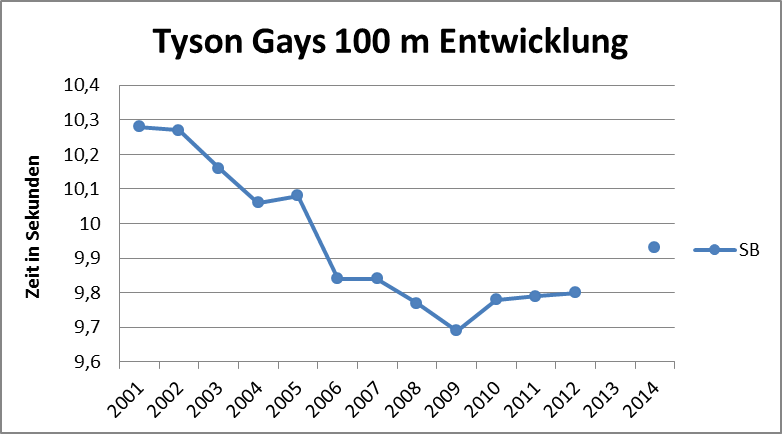
Entwicklung der Saisonbestleistung über 100 Meter

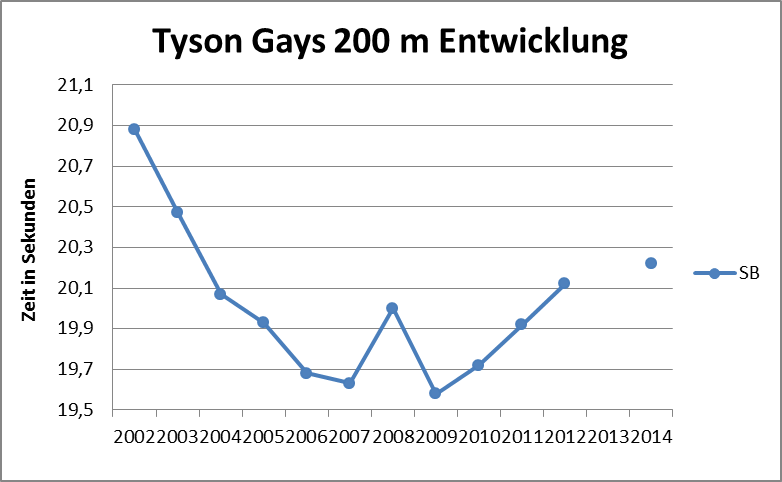
Entwicklung der Saisonbestleistung über 200 Meter

(maximal legaler Wind = 2 m/s)
| Zeit (s) | Wind (m/s) | Datum         | Ort           |
| -------- | ---------- | ------------- | ------------- |
| 19,58    | 1,3        | 30. Mai 2009  | New York City |
| 19,62    | −0,3       | 24. Juni 2007 | Indianapolis  |
| 19,68    | −0,1       | 10. Sep. 2006 | Stuttgart     |
| 19,70    | 0,4        | 11. Juli 2006 | Lausanne      |
| 19,72    | 0,1        | 22. Juli 2010 | Monaco        |
| 19,74    | 1,6        | 23. Juni 2013 | Des Moines    |
| 19,76    | −0,8       | 30. Aug. 2007 | Osaka         |
| 19,76    | 1,8        | 3. Juli 2010  | Eugene        |
| 19,78    | 0,0        | 10. Juli 2007 | Lausanne      |
| 19,79    | 0,2        | 25. Aug. 2006 | Brüssel       |
| 19,84    | 0,2        | 28. Juli 2006 | London        |
| 19,93    | 0,6        | 9. Juni 2005  | Sacramento    |
| 19,96    | −1,5       | 9. Sep. 2005  | Monaco        |
| 19,97    | −0,5       | 5. Mai 2007   | Kingston      |
| 19,99    | 1,8        | 22. Juli 2005 | London        |

| Doping |
| ------ |